# Stylomma juani
Stylomma juani är en ringmaskart som beskrevs av Capa 2007. Stylomma juani ingår i släktet Stylomma och familjen Sabellidae. Inga underarter finns listade i Catalogue of Life.